# 畸形岩盘

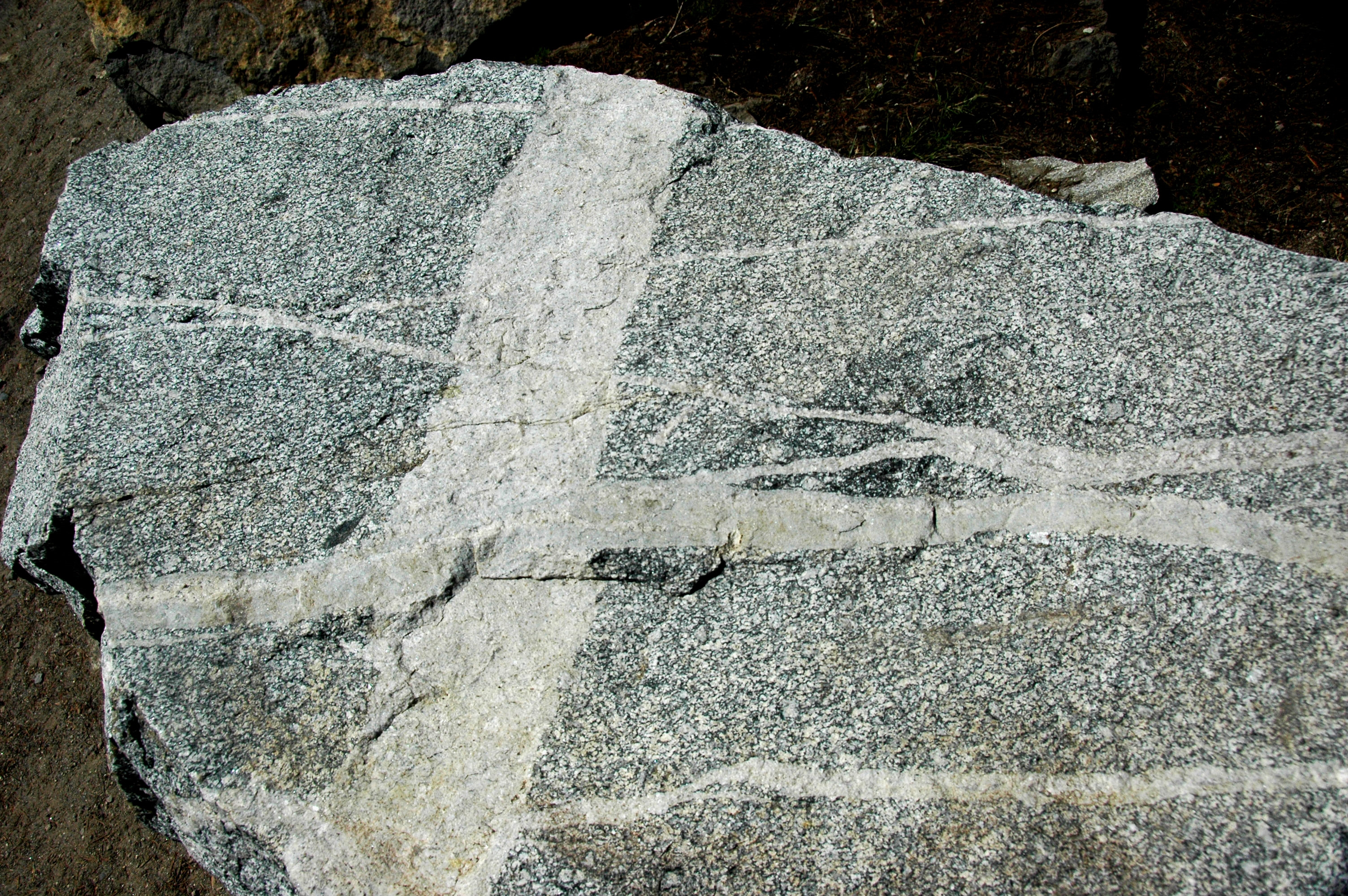
岩磐中的細晶岩脈， 產地Sierra Nevada

畸形岩盘（英語：chonolith）是一種侵入火成岩。是由地下岩漿冷卻結晶形成的火成岩體。 由於岩漿侵入到岩層但未到達地球表面，所以被稱為侵入火成岩。 然而，有時部分岩體，經過構造作用被擡升，會暴露在地球表面，因此可以觀察到這些岩石中的礦物。侵入火成岩是根據冷卻後的結晶岩漿所表現的不同形狀而命名的。例如，岩脈，岩床，岩蓋等是具有特定形狀的侵入火成岩。但具有不規則形狀的侵入火成岩都被稱為畸形岩盘。 畸形岩盘一個獨特特徵是具有底板或基底，與其他類型的侵入火成岩不同。 

## 形成
地球表面的岩石不斷受到不同類型的力的影響，包括拉應力、壓應力和剪應力。當岩石處於這種壓力下時，它們會變形，呈現出不同類型的形狀。例如，當構造板塊被推到一起時，由於地殼的縮短和增厚，岩石會承受壓縮應力，從而形成山脈。當構造板塊受拉應力時，會被拉開導致岩層出現斷層，從而形成裂谷。岩石在變形時，往往會在岩石圈留下空洞， 岩漿就會從岩石圈下方升填充這些空洞。 由於周圍的岩石通常是絕緣體，因此這種岩漿會慢慢冷卻。一旦它完全冷卻並結晶后，就形成一個火成岩。由於岩漿的緩慢冷卻，通常需要經過數万年。火成岩體可以通過岩石之間的空間被動注入，也可以迫使岩層分開並主動注入。然後根據岩體的形狀和特徵對其進行分類。 

## 畸形岩盘實例
美國內華達州埃爾科縣的 Spring Gulch 畸形岩盘由 二雲母花崗岩組成。 鉀含量高，斜長石含量低。估計年齡約為156.4±023萬年。
西澳大利亞西馬斯格雷夫地區輝長岩的尼波-巴別畸形岩盘主要由輝長石組成。為西澳大利亞西馬斯格雷夫區塊最大的硫化鎳礦。該畸形岩盘，延伸約 5 公里。
俄羅斯諾里爾斯克的畸形岩盘
覆蓋西伯利亞大陸的玄武岩形成於二疊紀-三疊紀邊界，當時是由一個超幔柱溢出的玄武岩侵入洋殼板塊而成。這火成岩侵入持續了大約 2 到 4 百萬年。畸形岩盘形成在玄武岩下方，大量的 Cu-Ni-PGE 硫化物。畸形岩盘長20公里。
台灣金瓜石更新世英安岩的畸形岩盘
台灣金瓜石的畸形岩盘是在更新世。侵入了含飽和水的中新世沉積物。這個岩盘由英安岩組成。礦石是在變質的泥質化的英安岩中。該地區的銅金礦，來自畸形岩盘中的砷銅金礦。
美國內華達州卡林附近科爾特斯山脈的白堊紀畸形岩盘
美國科羅拉多州沙瓦諾附近的安山岩畸形岩盘.